# Carl Johnson (compositeur)
Pour les articles homonymes, voir Carl Johnson.
Carl Johnson est un compositeur.

## Filmographie
- 1992 : Batman (série télévisée)
- 1993 : Animaniacs (série télévisée)
- 1994 : Gargoyles, le film : Les anges de la nuit (vidéo)
- 1994 : Tiny Toon Adventures: Spring Break Special (TV)
- 1994 : Gargoyles, les anges de la nuit ("Gargoyles") (série télévisée)
- 1995 : Aladdin et le Roi des voleurs (Aladdin and the King of Thieves) (vidéo)
- 1995 : Minus et Cortex ("Pinky and the Brain") (série télévisée)
- 1996 : Gargoyles: The Goliath Chronicles (série télévisée)
- 1996 : Mighty Ducks (série télévisée)
- 1997 : Winnie l'ourson 2 : Le Grand Voyage (vidéo)
- 1998 : Conversations in Limbo
- 1999 : Winnie the Pooh: A Valentine for You (TV)
- 1999 : Winnie l'ourson : Joyeux Noël (Winnie the Pooh: Seasons of Giving) (vidéo)
- 2002 : Le Bossu de Notre-Dame 2 : Le Secret de Quasimodo (vidéo)
- 2003 : Les Aventures de Porcinet (Piglet's Big Movie)
- 2004 : June (TV)
- 2005 : Alien Racers (série télévisée)
- 2005 : Six Months Later